# Lake Leschenaultia
Lake Leschenaultia är en sjö i Australien. Den ligger i delstaten Western Australia, omkring 39 kilometer öster om delstatshuvudstaden Perth. 
I omgivningarna runt Lake Leschenaultia växer huvudsakligen savannskog. Runt Lake Leschenaultia är det ganska tätbefolkat, med 56 invånare per kvadratkilometer. Genomsnittlig årsnederbörd är 763 millimeter. Den regnigaste månaden är juli, med i genomsnitt 131 mm nederbörd, och den torraste är december, med 14 mm nederbörd.